# カイパ
カイパ （Kaipa）は、スウェーデンのプログレッシブ・ロック・バンド。

## 略歴
バンドは、ハンス・ルンディン（キーボード）とトマス・エリクソン（ベース）によって、ウラ・カイパ（Ura Kaipa）として始まった。ロイネ・ストルトは17歳の時にギタリストとしてカイパに加わった。1974年、バンド名から「Ura」をカットしてカイパとなった直後に、彼らはセルフ・タイトルのデビュー・アルバムをリリースした。ストルトは1979年にバンドを脱退し、ソロ活動を経て1994年にはザ・フラワー・キングスを創設している。カイパは1980年代前半に活動休止するが、2000年にルンディンとストルトが再集結し、新メンバーを迎えて復活。しかし、ストルトは『マインドレヴォリューションズ』の録音後に再び脱退し、バンドは彼なしで続けられることとなった。
2014年、旧メンバーのロイネ・ストルト、イングマール・ベルイマン、トマス・エリクソンが、カイパ・ダ・カーポ（Kaipa Da Capo）という名前で別グループとしてバンドを立ち上げた。バンドは新しい音楽だけでなく、カイパの最初の3枚のアルバムからのナンバーも演奏した。バンドの新メンバーは、ボーカルとギターを担当するロイネの兄弟マイケル・ストルト（Mikael Stolt）、そしてキーボードを担当するのは、有名なスウェーデンのミュージシャン、マックス・ローレンツ（Max Lorentz）。カイパ・ダ・カーポ名義のアルバム『Dårskapens Monotoni』は2016年9月にリリースされ、秋にはヨーロッパとスカンジナビアのツアーが行われた。

## メンバー

### 現在のラインナップ
- ハンス・ルンディン（Hans Lundin）- キーボード、バック・ボーカル (1973年–1982年、2000年–現在)
- パトリック・ルンドストローム（Patrik Lundström）- ボーカル (2000年–現在)
- アリーナ・ギブソン（Aleena Gibson）- ボーカル (2000年–現在)
- ヨナス・レインゴールド（Jonas Reingold）- ベース (2000年–現在)
- モルガン・オーギュレン（Morgan Ågren）- ドラム (2000年–現在)
- ペル・ニルソン（Per Nilsson）- ギター (2006年–現在)

### 旧メンバー
- ロイネ・ストルト（Roine Stolt）- ギター、バック・ボーカル (1974年–1979年、2000年–2005年)
- イングマール・ベルイマン（Ingemar Bergman）- ドラム (1974年–1981年)
- トマス・エリクソン（Tomas Eriksson）- ベース (1973年–1977年)
- マッツ・リンドベルグ（Mats "Microben" Lindberg）- ベース (1977年–1980年、1981年–1982年)
- マッツ・ロフグレン（Mats Löfgren）- ボーカル (1977年–1980年)
- マックス・オーマン（Max Åhman）- ギター (1979年–1982年)
- ペル・アンデルソン（Per "Pelle" Andersson）- ドラム (1982年)

## ディスコグラフィ

### スタジオ・アルバム
- 『ファースト』 - Kaipa (1975年)
- 『セカンド・アルバム』 - Inget Nytt Under Solen (1976年)
- 『ソロ』 - Solo (1978年)
- 『ヘンデル』 - Händer (1980年)
- 『夜行動物の時間』 - Nattdjurstid (1982年)
- Stockholm Symphonie (1993年) ※ライブ・アルバム
- 『ノーツ・フロム・ザ・パスト』 - Notes from the Past (2002年)
- 『キーホルダー』 - Keyholder (2003年)
- 『マインドレヴォリューションズ』 - Mindrevolutions (2005年)
- 『アングリング・フィーリングス』 - Angling Feelings (2007年)
- 『イン・ザ・ウェイク・オヴ・エヴォリューション』 - In the Wake of Evolution (2010年)
- 『人生の意味』 - Vittjar (2012年)
- 『悪戯（いたずら）』 - Sattyg (2014年)
- 『チルドレン・オヴ・ザ・サウンズ』 - Children of the Sounds (2017年)

### コンピレーション
- 『ザ・デッカ・イヤーズ 1975-78』 - The Decca Years 1975–1978 (2005年)